# Daniele Cappellari
Daniele Cappellari (* 27. März 1997 in Tolmezzo) ist ein italienischer Biathlet. Er kommt vermehrt im IBU-Cup zum Einsatz, aber seit März 2018 auch im Weltcup.

## Karriere
Seine ersten internationalen Rennen waren bei den Juniorenweltmeisterschaften 2016 im rumänischen Cheile Grădiștei. Im Staffelrennen wurde er mit seinen Teamkollegen Bronze. Bei den dortigen Einzelrennen war ein 18. Platz in der Verfolgung sein bestes Resultat. Im Dezember 2017 debütierte Cappellari im IBU-Junior-Cup im österreichischen Obertilliach und wurde dort gleich 7. beim Sprintrennen. Nach guten Platzierungen bei den Juniorenweltmeisterschaften 2018 in Otepää mit unter anderem einem 4. Platz in der Staffel und Platz fünf im Einzel, durfte Cappellari erstmals im Weltcup starten. Zum Saisonabschluss der Saison 2017/18 erreichte er gemeinsam mit Thomas Bormolini, Lukas Hofer, und Dominik Windisch den 11. Platz in Oslo. Während der Saison 2018/2019 kam er vor allem im IBU-Cup zum Einsatz und konnte dort, beim Super-Sprint in Obertilliach sein erstes Podium im IBU-Cup als Dritter feiern. Kurz nach seinem ersten Weltcupsprint (74. in Antholz) konnte Daniele Cappellari bei den Juniorenweltmeisterschaften 2018 als Staffeldritter mit dem italienischen Quartett die Bronzemedaille gewinnen. In die Saison 2019/20 startete Cappellari zunächst im Weltcup mit einem 103. Rang im Sprint von Östersund. Dort konnte er auch mit denselben Mannschaftskollegen, mit denen er auch schon sein Weltcupdebüt gefeiert hatte, seine erste Podestplatzierung erreichen.

## Weltcupplatzierungen
Die Tabelle zeigt alle Platzierungen (je nach Austragungsjahr einschließlich Olympische Spiele und Weltmeisterschaften).
- 1.–3. Platz: Anzahl der Podiumsplatzierungen
- Top 10: Anzahl der Platzierungen unter den ersten zehn (einschließlich Podium)
- Punkteränge: Anzahl der Platzierungen innerhalb der Punkteränge (einschließlich Podium und Top 10)
- Starts: Anzahl gelaufener Rennen in der jeweiligen Disziplin
- Staffel: inklusive Mixed- und Single-Mixed-Staffeln

| Platzierung                    | Einzel | Sprint | Verfolgung | Massenstart | Staffel | Gesamt |
| ------------------------------ | ------ | ------ | ---------- | ----------- | ------- | ------ |
| 1. Platz                       |        |        |            |             |         |        |
| 2. Platz                       |        |        |            |             |         |        |
| 3. Platz                       |        |        |            |             | 1       | 1      |
| Top 10                         |        |        |            |             | 5       | 5      |
| Punkteränge                    |        |        |            |             | 8       | 8      |
| Starts                         | 4      | 9      | 1          |             | 8       | 22     |
| Stand: nach der Saison 2022/23 |        |        |            |             |         |        |

### Weltmeisterschaften
Ergebnisse bei den Weltmeisterschaften:
| Weltmeisterschaften | Weltmeisterschaften | Einzel | Sprint | Verfolgung | Massenstart | Staffel | Mixedstaffel | Single-Mixedstaffel |
| Jahr                | Ort                 | Einzel | Sprint | Verfolgung | Massenstart | Staffel | Mixedstaffel | Single-Mixedstaffel |
| ------------------- | ------------------- | ------ | ------ | ---------- | ----------- | ------- | ------------ | ------------------- |
| 2020                | Antholz             | –      | 73.    | –          | –           | 7.      | –            | –                   |
| 2025                | Lenzerheide         | –      | 57.    | 55.        | –           | 5.      | –            | –                   |